# 네바다주의 군 목록

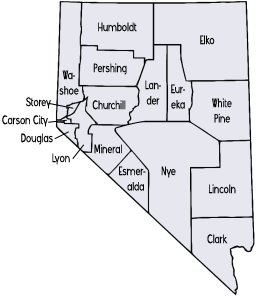
네바다주의 군

미국 네바다주에는 17개의 군이 있다. 16개는 일반 군(county)이며, 1개는 군과 시의 행정이 통합된 독립시(independent city)이다. 1861년 네바다 준주 성립 당시 9개 군으로 출범하여, 1864년 정식 주가 되었을 당시에는 11개 군이 있었고, 이후 분리와 통합을 거쳐 현재의 17개 군이 되었다.

## 네바다주의 군 목록
| 순번 | 군명(한글)    | 군명(영어)        | 군청소재지   | 설립연도 | 위치          |
| ---- | ------------- | ----------------- | ------------ | -------- | ------------- |
| 1    | 나이군        | Nye County        | 토노파       | 1864년   | 나이군        |
| 2    | 더글러스군    | Douglas County    | 민던         | 1861년   | 더글러스군    |
| 3    | 라이언군      | Lyon County       | 예링턴       | 1861년   | 라이언군      |
| 4    | 랜더군        | Lander County     | 배틀마운틴   | 1861년   | 랜더군        |
| 5    | 링컨군        | Lincoln County    | 피오시       | 1866년   | 링컨 군       |
| 6    | 미네랄군      | Mineral County    | 호손         | 1911년   | 미네랄군      |
| 7    | 스토리군      | Storey County     | 버지니아시티 | 1861년   | 스토리군      |
| 8    | 에즈머랠다 군 | Esmeralda County  | 골드필드     | 1861년   | 에즈머랠다 군 |
| 9    | 엘코 군       | Elko County       | 엘코         | 1869년   | 엘코 군       |
| 10   | 와슈군        | Washoe County     | 리노         | 1869년   | 와슈군        |
| 11   | 유리카군      | Eureka County     | 유리카       | 1873년   | 유리카군      |
| 12   | 처칠 군       | Churchill County  | 팰런         | 1861년   | 처칠 군       |
| 13   | 카슨시티      | Carson City       | 카슨시티     | 1969년   | 카슨시티 시   |
| 14   | 클라크군      | Clark County      | 라스베이거스 | 1908년   | 클라크군      |
| 15   | 퍼싱군        | Pershing County   | 러브록       | 1919년   | 퍼싱군        |
| 16   | 화이트파인 군 | White Pine County | 엘리         | 1869년   | 화이트파인 군 |
| 17   | 험볼트군      | Humboldt County   | 위네머카     | 1869년   | 험볼트군      |

## 네바다주의 폐지된 군
- 루프 군 : 1861년 최초의 9군 중 하나로 출범, 레이크 군에서 1862년 루프 군으로 명칭 변경, 1864년 폐지되어 와슈군과 캘리포니아주 래슨 군으로 이관됨.
- 불프로그 군 : 1987년 나이군에서 분리되어 출범했으나, 1989년 다시 나이군에 이관됨.
- 옴즈비 군 : 1861년 최초의 9군 중 하나로 출범, 군청은 카슨시티에 있었으며 카슨시티와 행정이 통합되어 카슨시티 독립시로 개편[3].